# Tetraponera penzigi
Tetraponera penzigi is een mierensoort uit de onderfamilie van de Pseudomyrmecinae. De wetenschappelijke naam van de soort is voor het eerst geldig gepubliceerd in 1907 door Mayr.